# Rue des Carmélites (Nantes)
Pour les articles homonymes, voir Rue des Carmélites.
La rue des Carmélites est une voie de Nantes, en France.

## Situation et accès
Située dans le centre-ville de Nantes, la rue des Carmélites conserve des caractéristiques de son tracé moyenâgeux : les façades qui la bordent ne sont pas alignées ; elle présente une légère déclivité, son extrémité nord étant son pont le plus haut. Elle est bitumée, et ouverte à la circulation automobile en sens unique.
Sur un axe sud-nord, elle relie la place Tirant-Lo-Blanc (qui longe la rue de Strasbourg) à la rue Saint-Pierre, au niveau de la rue de Verdun.

## Origine du nom
L'installation des Carmélites, en 1618, conduit à donner le nom de rue des Carmélites à la voie. Elle ne doit pas être confondue avec la rue des Carmes, située dans le quartier du Bouffay.

## Historique
Lorsque Sophie Trébuchet, mère de Victor Hugo, naît dans cette rue, le 19 juin 1772, celle-ci est alors plus longue qu'elle ne l'est actuellement puisque son extrémité sud rejoignait la rue Haute-du-Château (devenue depuis rue du Château).
Dans les années 1860, lors du percement de la rue de Strasbourg, la rue des Carmélites est alors raccourcie d'une cinquantaine de mètres puisque les immeubles qui la bordaient à son extrémité sud-ouest ne sont pas reconstruits, tandis que l'espace libre laissé entre constructions conservées sur le côté sud-est et la nouvelle artère devient la « place des Carmélites », renommée, en 1990, place Tirant-Lo-Blanc.
La rue a porté successivement les noms de « chemin des Moulins », « rue des Moulins », « rue Perdue », « rue Saint-Gildas » (ou Saint-Guédas), « rue de l'Huis-de-Fer », « rue Maupertuis » et « rue du Temple-des-Protestants ».

## Bâtiments remarquables et lieux de mémoire

### La chapelle des Carmélites
Les Carmélites sont autorisées à s'installer à Nantes, le 8 février 1618. Leur premier lieu de résidence est le Sanitat.
Lorsqu'elles s'établissent dans la rue, le 2 avril 1619, elles occupent l'hôtel de la Bretonnière (l'emplacement correspond au no 16 actuel) et font construire une chapelle à l'emplacement de la chapelle Saint-Gildas. Cette opération est autorisée par les paroissiens de Saint-Denis de Nantes, à la condition qu'une nouvelle chapelle Saint-Gildas soit bâtie dans la rue, ce qui fut fait, sur le côté opposé de la voie,. Celle-ci sera achevée en 1643.
En 1792, lors de la Révolution française, les religieuses sont expulsées de leur couvent. Le bâtiment devient alors une prison pour prêtres, jusqu'en juillet 1793.
La chapelle des Carmélites devient un temple protestant, de 1805 (en 1806 selon Camille Mellinet) à 1854, année où un nouveau temple est construit place de l'Édit-de-Nantes.
Le bâtiment est alors converti en atelier de serrurerie, puis devient, en 1908 un cinéma, l'« American Cosmograph », propriété de la société Chocolat Poulain qui s'en sert comme support publicitaire : des tickets moitié prix étant dissimulés dans certaines tablettes de chocolat, ce qui permet au cinéma d’attirer un public nombreux assez rapidement. Dans les années 1930, le cinéma perd de son faste et devient un cinéma de proximité sous le nom de « Salle Saint-Pierre ». Tenu par l’abbé Hallereau, celui-ci instruit et divertit l’association du quartier. À l'époque de la Seconde Guerre mondiale, l'établissement est rebaptisé « Le Celtic », puis, en 1983, le cinéma associatif « Le Cinématographe ».
Soumis début des années 2010 à un renforcement de la réglementation exigeant des bâtiments accueillant du public qu'ils puissent faciliter l'accessibilité des personnes à mobilité réduite, « Le Cinématographe », ne pouvant faire face à de coûteux travaux de mise aux normes de l'ancienne chapelle, envisage son déménagement sur un site plus adapté et plus vaste, comprenant deux ou trois salles,. Plusieurs propositions sont néanmoins envisagées, dont la piste des anciens locaux de l'École supérieure des beaux-arts de Nantes Métropole, place Dulcie-September (qui a libéré les lieux en 2017 pour s'installer sur l'île de Nantes). Finalement, un permis de construire qui avait été déposé début 2019 et validé en avril de la même année, autorise la construction d'un immeuble intégrant trois salles de cinéma et des logements sur l'actuel site du restaurant « Hippopotamus » situé au 7, allée des Tanneurs.